# بطولة ويمبلدون 1947
قائمة ببطولات ويمبلدون لسنة 1947:

## فردي رجال
جاك كرامر هزم  توم براون . النتيجة: 6-1 6-3 6-2

## فردي سيدات
مارغريت أوسبورن دوبونت هزمت  دوريس هارت. النتيجة: 6-2, 6-4